# Toine Manders (politicus, 1956)
Antonius Jozef Maria (Toine) Manders (Stiphout, 14 maart 1956) is een Nederlands politicus. Tussen 1999 en 2024 was hij Europarlementariër voor de VVD, 50PLUS en het CDA.

## Biografie
Manders volgde de opleiding docent handvaardigheid MO-a en b aan de Academie voor Beeldende Vorming en rechten aan de Universiteit Maastricht. Hij was werkzaam als docent handenarbeid en als beeldend kunstenaar en later als advocaat en procureur.

### Politieke carrière
In 1994 werd Manders gekozen als lid van de gemeenteraad van het Brabantse Asten. Een jaar later werd hij tevens lid van de Provinciale Staten van Noord-Brabant.
Bij de Europese verkiezingen van 1999 werd Manders dankzij voorkeurstemmen gekozen in het Europees Parlement namens de VVD. Hij hield zich onder meer bezig met de beleidsterreinen interne markt en volksgezondheid. Manders diende rapporten in over een richtlijn voor milieu-aansprakelijkheid met betrekking tot het voorkomen en herstellen van milieuschade volgens het principe 'de vervuiler betaalt'.
Bij de Europese verkiezingen van 2004 werd Manders wederom met voorkeur herkozen. In november 2005 vroeg hij om onderzoek naar de wijze waarop de FIFA de kaartverkoop voor het WK voetbal in Duitsland regelde.
Manders kandideerde zich voor de functie van lijsttrekker voor de VVD bij de verkiezingen voor het Europees Parlement in 2009. Tijdens interne verkiezingen werd hij tweede achter Hans van Baalen. Uiteindelijk was hij de derde kandidaat, achter lijsttrekker Van Baalen en Jeanine Hennis-Plasschaert, wat voldoende was om wederom herkozen te worden. Manders, als IE-advocaat is voorstander van bescherming van intellectuele eigendomsrechten en derhalve ook een voorstander van ACTA.
In mei 2013 nam de VVD een interne richtlijn aan waarbij VVD-volksvertegenwoordigers maximaal drie termijnen zitting mogen hebben. Toine Manders kon hierdoor niet verder met zijn functie. Op verzoek van 50PLUS werd Manders op 17 oktober 2013 lijsttrekker bij de Europese verkiezingen van 2014. Hij zegde zijn lidmaatschap van de VVD op maar bleef wel onafhankelijk lid van de ALDE-fractie van het Europees Parlement, waarbij hij geassisteerd werd door oud-partijleider Henk Krol. Bij de verkiezingen op 22 mei 2014 kwam de partij 3000 stemmen tekort en behaalde 50PLUS derhalve geen zetel.
In 2009 zei Manders in NRC Handelsblad dat hij uit het omstreden aanvullende pensioenfonds voor Europarlementariërs zou stappen als dit de belastingbetaler extra geld zou gaan kosten. Anno 2014 had hij dat nog niet gedaan omdat een uitspraak van het Europese Hof van Justitie daar geen aanleiding meer toe gaf.
Manders werd vervolgens campagneleider van 50PLUS voor de Tweede Kamerverkiezingen in 2017 en bij de Europese verkiezingen 2019 werd Manders opnieuw lijsttrekker namens 50PLUS. Hij werd verkozen en op 2 juli opnieuw geïnstalleerd als Europarlementariër. In zijn vierde termijn was Manders lid van de christendemocratische EVP-fractie. Met name in Zuidoost-Brabant behaalde 50PLUS ongeveer twee keer zo veel stemmen als het landelijk gemiddelde. Op 2 juni 2020 stapte Manders over naar de CDA-delegatie binnen de EVP-fractie. Manders verklaarde de overstap te hebben gedaan vanwege de interne ruzies bij 50PLUS. In mei 2021 werd bekend dat Manders de vriend van zijn dochter in dienst had genomen als persoonlijk adviseur. Hij ontkende hiermee regels te hebben overtreden, maar kondigde wel aan het contract niet te verlengen. Het CDA en het Europees Parlement stelden een onderzoek in. Uiteindelijk was de conclusie van beide onderzoeken, dat Manders geen enkele regel had overtreden.
Bij de Europese verkiezingen 2024 was Manders niet verkiesbaar, waardoor hij op 15 juli 2024 het Europees Parlement verliet. In dat jaar werd ook op Europees niveau de regel van kracht, die stelde dat alle mobiele telefoons dezelfde oplaadkabel moesten hebben. Manders had in 2022 aanzet gegeven deze wetswijziging door te voeren.

## Persoonlijk
Manders is gehuwd en heeft twee kinderen. Eind 2024 werd zijn vierde kleinkind geboren.